# Gheorghe I. Brătianu
Gheorghe (George) I. Brătianu (3 de febrero de 1898-27 de abril de 1953) fue un político e historiador rumano. Miembro de la familia Brătianu e inicialmente afiliado al Partido Nacional Liberal, como era tradicional en su familia, se separó del mismo para crear y dirigir el Partido Nacional Nacional-Bratianu.

## Comienzos
Nació en Ruginoasa, distrito de Baia (en la actualidad distrito de Iaşi), hijo de Ion I. C. Brătianu y Maria Moruzi. Estudió en el Instituto Nacional de Iaşi. En 1916, se enroló en el ejército rumano como voluntario, a fin de combatir en la Primera Guerra Mundial. Luchó en el frente de Moldavia en el verano de 1917, cayendo herido en Cireşoaia.
En 1917, Brătianu comenzó a estudiar derecho en la Universidad de Iaşi, donde se graduó en 1920. Después de obtener un doctorado de la Universidad de Cernăuţi en 1923, comenzó a enseñar historia en la Universidad de Iaşi. Más tarde prosiguió sus estudios de historia en la Universidad de París, de donde obtuvo un segundo doctorado en 1929, bajo la dirección de Ferdinand Lot. En 1940, se convirtió en profesor de historia de la Universidad de Bucarest. En 1942, fue elegido miembro de la Academia Rumana.

## Dirigente político
Escindió el partido controlado tradicionalmente por su familia en junio de 1930 a causa del regreso del desheredado príncipe Carol: mientras su tío Vintilă se oponía rotundamente al regreso de Carol, Gheorghe lo apoyaba.
A mediados de los años treinta se mostró tajantemente en contra de los esfuerzos del ministro de exteriores Nicolae Titulescu por lograr un acercamiento a la Unión Soviética, manteniendo una conocida simpatía por Alemania. Ya en 1934 había indicado su inquietud por la posibilidad de la expansión soviética en los Balcanes y defendido la necesidad de evitarla mediante un estrechamiento de relaciones económicas con Alemania.
Cercano al rey Carol II, Brătianu fue en diversas ocasiones el enviado oficioso del monarca en Alemania a partir del cambio de política exterior efectuado por el rey en 1936, ante el evidente debilitamiento de Francia y la medra del poder germano. Influyente con el rey en política exterior, Brătianu se vio influido a su vez por las políticas contemporizadoras de Polonia, Yugoslavia y, especialmente, Bélgica.
A finales de 1937 participó en el acuerdo previo a las elecciones entre Maniu y Codreanu para impedir la intimidación de los electores por el gobierno.
En 1947 fue puesto bajo arresto domiciliario por la autoridades comunistas. En mayo de 1950, fue detenido por la Securitate, y enviado a la prisión de Sighet sin juicio previo. Murió tres años más tarde en circunstancias desconocidas.

## Libros
Entre sus obras como historiador destacan:
- Recherches sur le Commerce Génois dans le Mer Noire au XIIIe Siècle, Paris, Paul Geuthner, 1929.
- Privilèges et franchises municipales dans l'Empire Byzantin, Paris, P. Geuthner; Bucharest, "Cultura naţională", 1936.
- Les Vénitiens dans la mer Noire au 14e siècle: la politique du sénat en 1332-33 et la notion de la latinité, Bucharest: Impr. Nat., 1939.